# Heremon cribatum
Heremon cribatum är en insektsart som först beskrevs av Melichar 1906.  Heremon cribatum ingår i släktet Heremon och familjen sköldstritar. Inga underarter finns listade i Catalogue of Life.